# Lussat, Creuse
Lussat là một xã thuộc tỉnh Creuse trong vùng Nouvelle-Aquitaine miền trung nước Pháp. Xã này nằm ở khu vực có độ cao trung bình 443 mét trên mực nước biển.

## Địa lý
Thị trấn có cự ly khoảng 20 dặm (32 km) về phía đông bắc Aubusson, tại giao lộ các tuyến đường D55 và tuyến đường D915.
The river Voueize, a tributary of the Tardes, flows eastward through the northern part of the commune. The Tardes forms most of the commune's eastern border.

## Dân số
| 1962                                                        | 1968 | 1975 | 1982 | 1990 | 1999 | 2005 |
| ----------------------------------------------------------- | ---- | ---- | ---- | ---- | ---- | ---- |
| 523                                                         | 631  | 525  | 520  | 486  | 428  | 443  |
| Số liệu điều tra dân số từ năm 1962 Dân số chỉ tính một lần |      |      |      |      |      |      |

## Địa điểm nổi bật
- Nhà thờ, thế kỷ 19.
- Phế tích lâu đài.
- Hồ Landes.